# Maradona (kesä ’86)
Maradona (kesä '86) (übersetzt: Maradona (Sommer '86)) ist ein Lied der finnischen Hip-Hop-Gruppierung Teflon Brothers aus dem Jahr 2014. Das Stück ist eine Singleauskopplung aus ihrem vierten Studioalbum Isänpäivä und erschien viereinhalb Monate vor dem Album. Der Titel des Songs bezieht sich auf den argentinischen Fußballspieler Diego Armando Maradona, der im Sommer 1986 Kapitän der argentinischen Fußballnationalmannschaft war, die die Weltmeisterschaft gewann.

## Entstehung und Artwork
Geschrieben wurde das Lied von Risto Armas Asikainen und Kyosti Anton Salokorpi. Arrangiert, produziert und Programmiert wurde die Single von Salokorpi, Asikainen und Setä Tamu. Die Single wurde unter dem Musiklabel Johanna Kustannus Oy veröffentlicht und erschien als Download. Auf dem Cover der Single ist – neben dem Liedtitel – Diego Maradona zu sehen.
2018 entstand unter dem Titel  Maradona (en Español) eine spanische Version des Liedes.

## Inhalt und Musikvideo
Der Liedtext zu Maradona (kesä '86) ist in finnischer Sprache verfasst. Er befasst sich mit Erinnerungen der Musiker an den Sommer 1986, in dem sie unter anderem auf dem heimischen Sofa im Fernsehen die Fußballweltmeisterschaft verfolgten und von der Hand Gottes begeistert sind.
Das Musikvideo des Songs wurde von Hannu Aukio gedreht und am 4. Juli 2014 auf dem Vevo-Benutzerkonto der Gruppe veröffentlicht.

## Chartplatzierungen
Das Lied stieg in der Woche 27/2014 in die finnischen Singlecharts ein und erreichte in der Folgewoche Platz 1, auf dem es drei Wochen blieb. Insgesamt hielt sich das Stück 12 Wochen in den finnischen Charts.
Die spanische Version des Liedes erreichte Platz 19 der finnischen Charts.